# 達味·沃樂
達味·沃樂（英語：David Waller；1961年6月10日—）是天主教沃爾辛厄姆聖母個別教長管轄區第二任教長及首位主教教長，於2024年6月22日正式晉牧及就任。

## 生平

### 聖公宗時期
沃樂於1961年6月10日生於英國英格蘭倫敦，原是一名聖公宗信友，在1992年祝聖為聖公會的牧師，於聖公會奇徹斯特教區及切姆斯福德教區服務多年。

### 天主教時期
2011年4月21日，沃樂宣布改宗天主教，並加入專為聖公宗信徒和聖職人員的個別教長管轄區，沃樂於2011年5月14日領受執事聖秩，並於同年6月11日晉鐸成為天主教的神父。
沃樂晉鐸後曾先後服務過兩間堂區，並於2020年至2024年出任沃爾辛厄姆聖母個別教長管轄區的副教長。
2024年4月24日，教宗方濟各接納首任教長基夫·牛頓蒙席的榮休申請，並任命沃樂為沃爾辛厄姆聖母個別教長管轄區的第二任教長，由於沃樂是獨身未婚，因此他可以晉牧為主教。
沃樂於2024年6月22日在西敏主教座堂由教廷信理部部長维笃·厄玛努耳·费尔南德斯樞機祝聖及就任為沃爾辛厄姆聖母個別教長管轄區第二任教長及首位主教教長。